# Gülbahar Hatun (madre di Selim I)
Ayşe Gülbahar Hatun (turco ottomano  کل بهار خاتون, lett. "vita" e "rosa di primavera"; ... – Trebisonda, 1505) fu una concubina del sultano ottomano Bayezid II, madre del suo successore Selim I e nonna di Solimano il Magnifico.

## Origini
L'origine di Ayşe Gülbahar è stata a lungo controversa a causa della sua sovrapposizione con Ayşe Hatun, una nobildonna turca, figlia di Alaüddevle Bozkurt Bey della dinastia dei Dulqadiridi e nipote di Sittişah Hatun, consorte di Mehmed II. In precedenza, si è teso a fondere, confondere o scambiare le due donne, a causa del nome in comune e della scomparsa prematura di Ayşe Gülbahar, e così si affermò l'errata convinzione che la madre di Selim fosse la principessa Dulqadiridi. In realtà, questa visione tradizionale, basata su cronache ottomane che volevano "nobilitare" la madre del sultano, espediente ricorrente nella storia ottomana, è stata sfatata dalle prove documentali, che chiariscono che Ayşe Hatun e Ayşe Gülbahar Hatun erano due consorti diverse e che la seconda, la vera madre di Selim, era una concubina di origini europee ed era una schiava cristiana convertita. 
Quanto alla sua origine etnica, sebbene a volte sia ritenuta albanese, probabilmente a causa di un'ulteriore confusione con un'altra omonima, Emine Gülbahar Hatun, la madre di Bayezid II, la maggior parte degli storici ritiene che fosse una greca pontina, originaria di un villaggio del Ponto, Vayvara. 

## Consorte
Gülbahar entrò nell'harem di Bayezid nel 1469, quando lui era ancora Şehzade e governatore di Amasya. Gli diede un figlio, Şehzade Selim, nel 1470, che gli sarebbe successo come sultano. 
Nel 1481 Bayezid salì al trono e Gülbahar e suo figlio lo seguirono a Costantinopoli, dove vissero fino al 1495. 
In quell'anno, a Selim fu assegnato un incarico come governatore e lui e la madre si trasferirono a Trebisonda. 
Gülbahar morì a Trebisonda nel 1505 e fu sepolta nella moschea Gülbahar Hatun, fatta edificare da suo figlio in suo onore. 
La sua morte fece sì che non abbia visto suo figlio salire al trono e non abbia potuto quindi acquisire il titolo di Valide Hatun.

## Discendenza
Da Bayezid, Gülbahar ebbe un figlio:
- Selim I (Amasya, 10 ottobre 1470 - Çorlu, 22 settembre 1520). Governatore di Trebisonda e poi di Samarcanda, uscì vincitore dalle lotte per il trono e divenne sultano nel 1512, dopo aver deposto suo padre, che morì in circostanze controverse poche settimane dopo.